# Sziú nyelv
A sziú nyelv az Észak-Amerika központi vidékén honos sziú nyelvcsaládba tartozó nyelv (ld. amerikai indián nyelvek). Kb. 33 000-en beszélik, részben az Egyesült Államokban, részben Kanadában. Három főbb helyi változata van:
1. lakota (másképpen lakȟóta, teton, teton sziú)
2. nyugati dakota (másképpen jankton-janktonáj vagy dakȟóta)
  - jankton (Yankton, Iháŋktȟuŋwaŋ)
  - janktonáj (Yanktonai, Iháŋktȟuŋwaŋna)
3. keleti dakota (ill. szanté-sziszéton vagy dakhóta)
  - szanté (Isáŋyáthi: Bdewákhathuŋwaŋ, Waȟpékhute)
  - sziszéton (Sisíthuŋwaŋ, Waȟpéthuŋwaŋ)

A fenti nyelvi felosztás szerint a lakota, dakota, és nakota nem más, mint egyetlen nyelv dialektusai, ahol a lakota = teton, dakota = szanté-sziszéton és a nakota = janktonáj. A nakota elnevezés ugyanakkor zavaros, mivel a jankton-janktonáj törzsek sohasem nevezték magukat nakotának, hanem a szantékhoz hasonlóan a dakota elnevezést használták. Emellett az assziniboin és sztóni (Stoney) törzsek beszélői használják magukra a nakoda és nakota elnevezéseket.
A dakota elnevezést antropológusok és állami hivatalok használják az összes sziú csoportra való hivatkozásként. A sziú szó az ottawa "Nadoweisiw" szóból származik (francia közvetítéssel) és a jelentése: kis kígyó.
A sziú indiánok három etnikai csoportra - divízióra tagozódnak, amelyekben szintén kisebb csoportok találhatók.
A divíziók az alábbiak:
- Szanté divízió (dakota) (Isáŋyathi)
- Jankton-Janktonáj divízió (nyugati dakota) (Iháŋkthuŋwaŋ-Iháŋkthuŋwaŋna)
- Teton divízió (lakota) (Thítȟuŋwaŋ)

A Teton divízió tagjai alkotják az Ocshethi Sakowin-t (Očhéthi Šakówiŋ), azaz a Hét Tanácstűz Népét, amelynek a tagjai 
- az oglala,
- a hunkpapa (húgpápá, hunkpapha),
- a szihászapa,
- a minikondzsu (mnikhóvozsu),
- a brulé,
- a szanzark (itázipcshó),
- és az oóhenupa (two kettle)

törzsek. A Nagy Sziú Nemzet legnagyobb lélekszámú csoportja az oglala.

## Külső hivatkozások
Angol nyelven:
- Major dialectal divisions of Dakota, Lakota, Assiniboine and Stoney